# 501. vojaškoobveščevalna brigada (ZDA)
501. vojaškoobveščevalna brigada je vojaškoobveščevalna brigada Kopenske vojske Združenih držav Amerike.

## Odlikovanja
- Meritorious Unit Commendation
- Predsedniška omemba enote